# Luftgekühlter Kondensator

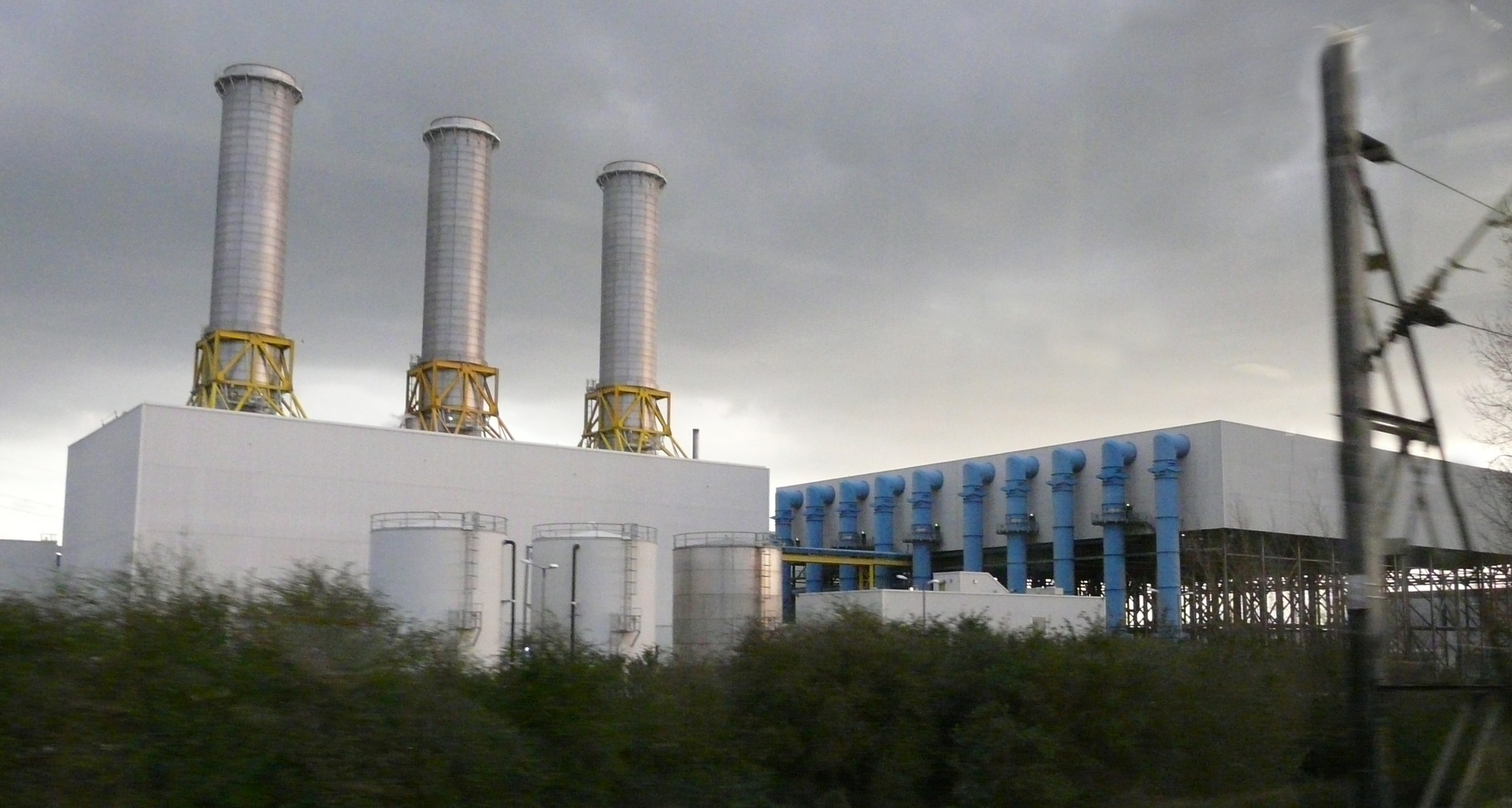
Kraftwerk Rye House in England mit LuKo (rechts im Bild)

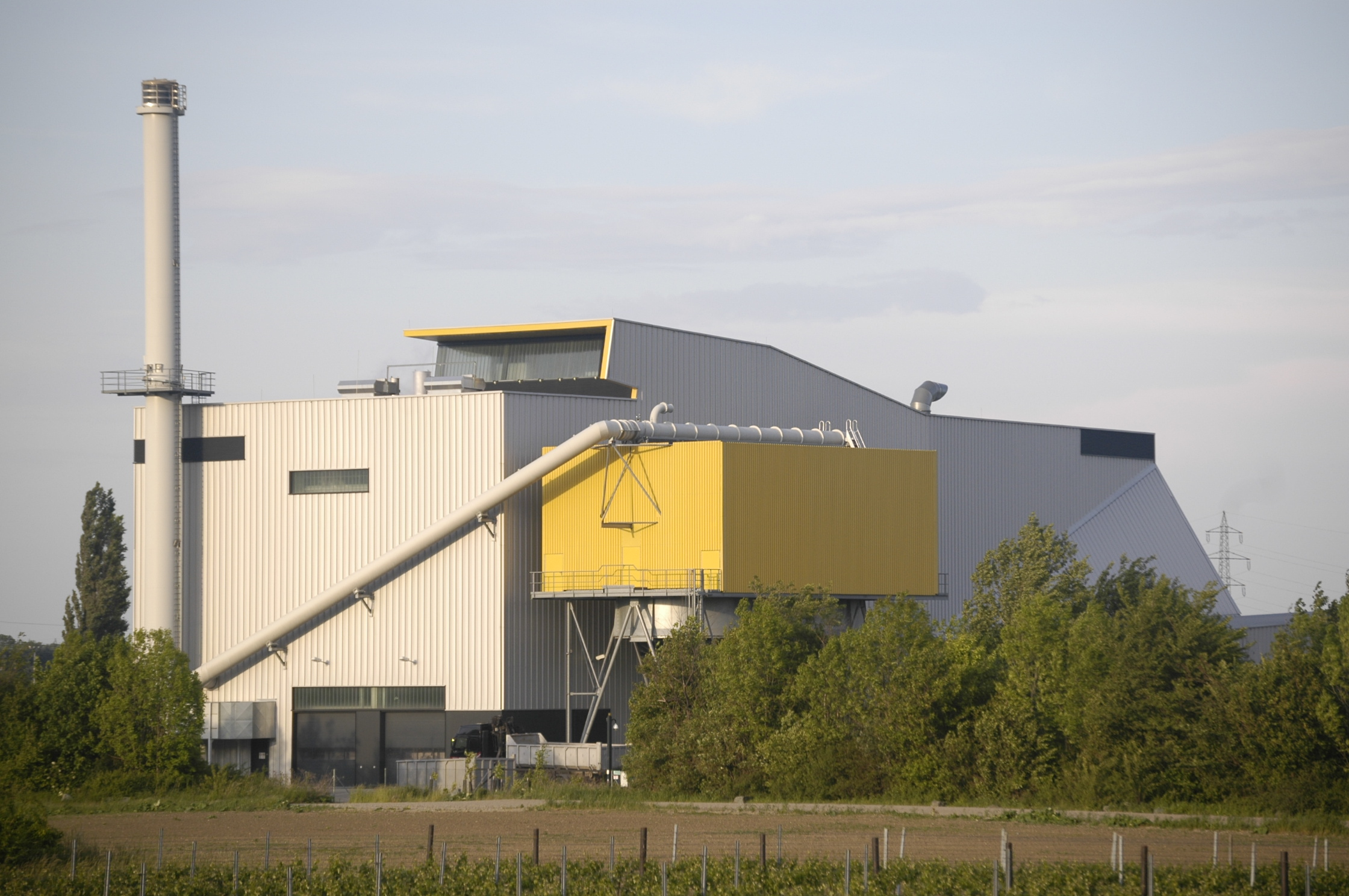
Mittig der gelbe LUKO eines Biomasseheizkraftwerkes mit der Vakuumabdampfleitung

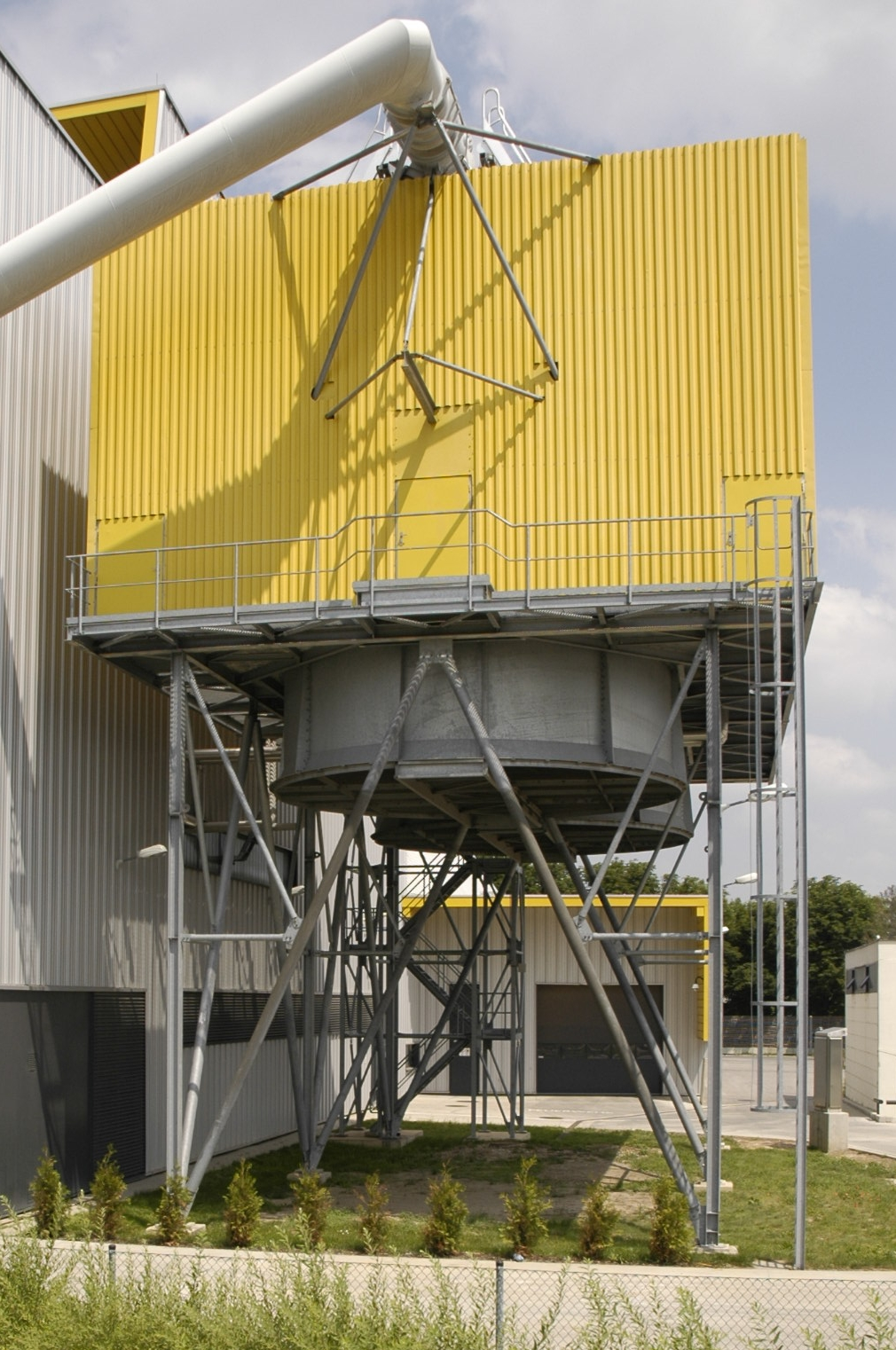
Detailaufnahme des LUKOs vom Biomasseheizkraftwerk Mödling

Ein Luftgekühlter Kondensator (kurz Luftkondensator oder Luko) ist ein  Kondensator in Form eines Wärmeübertragers, der zur Kondensation von Fluiden eingesetzt wird, wobei die freiwerdende Kondensationsenthalpie an einen Luftstrom übertragen wird.

## Arbeitsprinzip
Das dampfförmige Medium wird typischerweise durch Rippenrohre geleitet, die außen von Luft umströmt werden. Die Luft kühlt die Rohrwände ab, sodass der Dampf daran kondensieren kann. Die Wandtemperatur und damit die Lufttemperatur müssen hierzu unter der Kondensationstemperatur des Dampfes liegen. Die Kondensationstemperatur des Dampfes hängt vom Druck im Dampfraum des Kondensators ab. Druck und Temperatur im passenden Verhältnis zueinander ergeben den Kondensationspunkt. So kondensiert Wasser bei einem Druck von 1 bar und einer Kondensationstemperatur von 100 °C.
Um einen Luftkondensator auszulegen, müssen folgende Größen bekannt sein:
- Standort mit den Bereichen, in denen Luftdruck, Luftfeuchtigkeit und Lufttemperatur typischerweise variieren
- Dampfmenge
- Dampftemperatur
- gewünschter Kondensationsdruck

## Anwendung
Luftkondensatoren werden in Dampfkraftwerken eingesetzt, um den Abdampf der Dampfturbine zu kondensieren. Je niedriger der erreichbare Kondensationsdruck, umso besser ist der Wirkungsgrad der Turbine. Kondensationsdruck bzw. Kondensationstemperatur werden durch die Rahmenbedingungen eingeschränkt. Das Medium kann in der Regel nicht weiter als auf Umgebungslufttemperatur abgekühlt werden. Luftkondensatoren kommen in Dampfkraftwerken zur Anwendung, wenn nicht ausreichend Kühlwasser zur Verfügung steht. Dies kann der Fall sein, wenn kein geeignetes Gewässer zur Verfügung steht oder dieses (zeitweise) nicht genug Wasser führt. Im Zuge zunehmenden Umweltbewusstseins wird auch von Wasserkühlung Abstand genommen, wenn dadurch zu hohe Temperaturen in Gewässern auftreten, welche Wasserlebewesen schaden können.
In Kälteanlagen finden Luftkondensatoren Anwendung zur Rückverflüssigung des Kältemittels (Beispiel: Kühlschrank; siehe auch Kondensator (Verfahrenstechnik)).

## Aufbau
Luftkondensatoren bestehen häufig aus Rohrbündeln, die von dem dampfförmigen Medium durchströmt werden, und einem Ventilator, der für die Umströmung des Rohrbündels mit Umgebungsluft sorgt. Bei einfachen Luftkondensatoren wird auf einen Ventilator verzichtet. Der Antrieb für die Luftströmung ist dann die natürliche Konvektion.
Da Luft einen niedrigen Wärmeübertragungskoeffizienten hat, ist auf der Luftseite eine große Übertragungsfläche notwendig, um die Wärme abführen zu können. Für Luftkondensatoren werden daher häufig berippte Rohre eingesetzt. Luftkondensatoren sind immer deutlich größer als flüssigkeitsgekühlte Kondensatoren gleicher Leistung.
Luftkondensatoren weisen höhere Kondensationstemperaturen als Verdunstungskondensatoren auf. Da bei der zweiten Variante die Verdampfungsenthalpie des eingedüsten Wassers zusätzlich genutzt wird, sind so Kondensationstemperaturen möglich, die unterhalb der Lufttemperatur liegen. Somit haben Anlagen mit Verdunstungskondensatoren höhere Wirkungsgrade als Anlagen mit Luftkondensatoren. Der Vorteil der Luftkondensatoren liegt in der einfacheren Wartung. Eine Regelung, Aufbereitung und Konditionierung des Sprühwassers entfällt. Die berippten Wärmetauscherflächen müssen regelmäßig gereinigt werden, da Staub und organische Partikel sich auf den Austauschflächen ablagern und den Wärmeübergang verschlechtern. Die Anlagen in größeren Kraftwerken enthalten Reinigungsanlagen mit Wassersprühdüsen, die auf einem Schlitten verfahren werden.

### Kraftwerke
Die Luftkondensatoren in Kraftwerken (kurz: LuKo) mit Kondensationsturbinen arbeiten im Unterdruck, der dem Sattdampfdruck bei Kondensationstemperatur entspricht. (Kondensationstemperatur 35 °C: Kondensationsdruck: 0,05 bar (absolut)). Es sind Einrichtungen zur Absaugung störender Luft durch kleine Leckagen oder beim Anfahren des Dampfkessels notwendig. Für die Evakuierung und Luftabsaugung werden Dampfstrahler und/oder Wasserringpumpen eingesetzt. Das anfallende Kondensat wird in dem Kondensatbehälter gesammelt und mittels Kondensatpumpen zurück in den Speisewasserbehälter gefördert und kann im Kraftwerksprozess wieder genutzt werden. Kraftwerke mit Luftkondensatoren geben im Betrieb wenig bis gar kein Wasser an die Umwelt ab und sind damit (keine Dampfschwaden aus Kühltürmen) deutlich weniger augenfällig als andere Kraftwerke mit demselben Primärenergieträger. Stammt die Wärme, welche das Kraftwerk antreibt, von Verbrennung eines feuchten oder wasserstoffhaltigen Brennstoffs (z. B. Methan oder bis 60 % Feuchtigkeit enthaltende Braunkohle), wird Wasser als Verbrennungsprodukt über den Schornstein frei. In diesem Fall ist das ausgestoßene Wasser jedoch oft nicht sichtbar, da es im gasförmigen Zustand bleibt und nicht unmittelbar über dem Schornstein kondensiert.

### Kältetechnik
Luftkondensatoren in Kälteanlagen werden als Verflüssiger bezeichnet. Bis auf Kleinanlagen (Kühlschränke) werden immer Lüfter zu Erhöhung des Luftmassenstroms eingesetzt. Bei größeren Anlagen werden drehzahlgeregelte Lüfter eingesetzt, die über die Kondensationstemperatur geregelt werden.